# René Andring
René Andring (* 11. September 1939 in Bertrange) ist ein ehemaliger luxemburgischer Radrennfahrer.

## Sportliche Laufbahn
Andring war Straßenradsportler und Teilnehmer der Olympischen Sommerspiele 1960 in Rom. Beim Sieg von Wiktor Kapitonow im olympischen Straßenrennen kam er auf den 25. Rang.
Die Mannschaft Luxemburgs belegte mit Raymond Bley, Louis Grisius, René Andring und Nico Pleimling den 22. Platz im Mannschaftszeitfahren.
Hinter Roger Thull wurde er 1960 Zweiter der nationalen Meisterschaft im Straßenrennen der Amateure. 1962 wurde er Vize-Meister hinter Robert Hentges. 
Bei den UCI-Straßen-Weltmeisterschaften 1960 wurde er 58. im Titelrennen.